# LCI

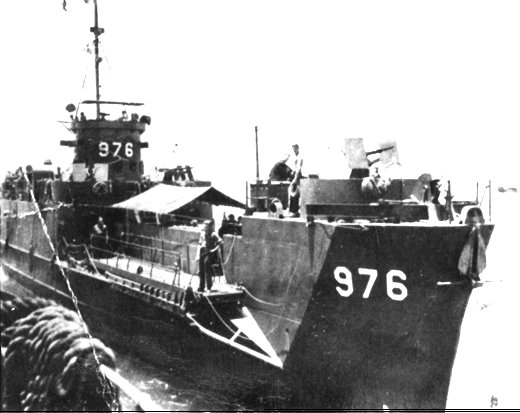
Десантний корабель LCI(L)-976

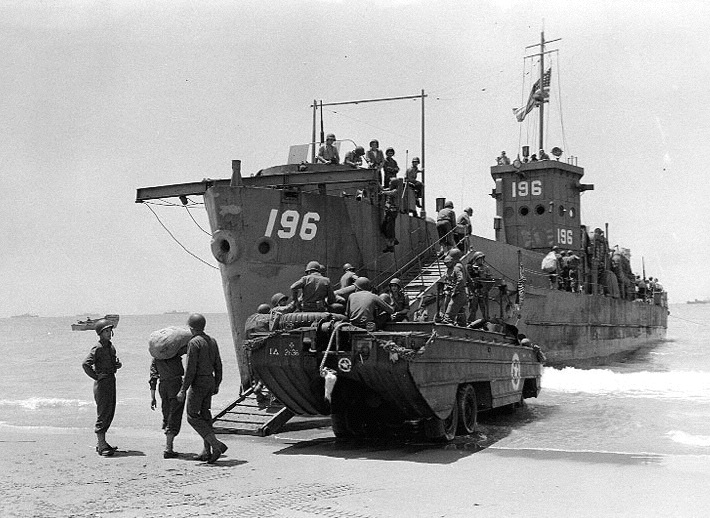
Війська висаджуються з LCI(L)-196. Сицилійська операція. 11 липня 1943

Landing Craft Infantry або LCI — різновид малих десантних кораблів американських та британських військово-морських сил, призначених для перевезення морем та висадки особового складу морського десанту на необладнане узбережжя.

## Класифікація LCI
- LCI(L) — англ. Landing Craft Infantry (Large) — Десантне судно піхотне (велике)
- LC(FF) — англ. Flotilla flagship — Десантне судно (штабне)
- LCI(G) — англ. Gunboat — Десантне судно піхотне (гарматне)
- LCI(M) — англ. Mortar — Десантне судно піхотне (мінометне)
- LCI(R) — англ. Rocket — Десантне судно піхотне (реактивних установок)
- LCI(S) — англ. Landing Craft Infantry (Small) — Десантне судно піхотне (мале)
- LCS(L) — англ. Landing Craft Support (Large) — Десантне судно підтримки (велике)